# Hardy-ruimte
In complexe functietheorie, een deelgebied van de wiskunde, is een Hardy-ruimte of Hardy-klasse {\displaystyle H^{p}} een bepaalde ruimte van holomorfe functies op de eenheidsschijf of het bovenhalfvlak. Hardy-ruimten werden in 1923 door Frigyes Riesz geïntroduceerd, die deze ruimten naar G.H. Hardy noemde, vanwege een artikel dat Hardy in 1915 over dit onderwerp had gepubliceerd. In de reële analyse zijn Hardy-ruimten bepaalde ruimten van de distributies op de reële rechte die, in de zin van distributies, grenswaarden zijn van de holomorfe functies van de complexe Hardy-ruimten. Zij zijn aan de Lp-ruimten gerelateerd uit de functionaalanalyse. 
Voor {\displaystyle 1\leq p\leq \infty } zijn deze reële Hardy-ruimten {\displaystyle H^{p}} bepaalde deelverzamelingen van {\displaystyle L^{p}}, terwijl voor {\displaystyle p<1} de structuur van Hardy-ruimten {\displaystyle H^{p}} consistenter is dan die van {\displaystyle L^{p}}-ruimten.

## Definitie
Zij {\displaystyle \mathbb {T} } de eendimensionale torus of eenheidcirkel, gemodelleerd als het gesloten interval {\displaystyle [0,2\pi ]} met de uiteinden geïdentificeerd. Noteer voor elk geheel getal {\displaystyle n\in \mathbb {Z} } de functie {\displaystyle \chi _{n}(t)=e^{int}}. Voor {\displaystyle p\geq 1} is {\displaystyle L^{p}(\mathbb {T} )} de banachruimte van de complexwaardige periodieke functies met periode {\displaystyle 2\pi } waarvan de {\displaystyle p}-de macht absoluut kan worden geïntegreerd. Voor {\displaystyle p=\infty } is {\displaystyle L^{\infty }(\mathbb {T} )} de ruimte van de dergelijke essentieel begrensde functies.
De Hardy-ruimte {\displaystyle H^{p}} is de deelvectorruimte van {\displaystyle L^{p}(\mathbb {T} )} die uit functies bestaat, waarvan alle fouriercoëfficiënten met negatieve index 0 zijn:
{\displaystyle H^{p}=\left\{f\in L^{p}(\mathbb {T} ):\int _{t=0}^{2\pi }f(e^{it})\chi _{n}(t)\mathrm {d} t=0\ {\hbox{voor alle}}\ n>0\right\}}
Deze deelruimte is gesloten in de {\displaystyle L^{p}}-norm, dus vormt opnieuw een banachruimte. Opgevat als functies op de eenheidscirkel in het complexe vlak, bestaat ze uit functies die kunnen worden uitgebreid worden tot holomorfe functies op de eenheidsschijf in het complexe vlak. De fouriercoëfficiënten zijn de coëfficiënten van de machtreeksontwikkeling rond 0.
Omdat {\displaystyle T} een eindige lengte heeft, vormen de Hardy-ruimten net als de bovenliggende {\displaystyle L^{p}}-ruimten een keten van deelverzamelingen:
{\displaystyle H^{\infty }\subset \ldots \subset H^{2}\subset \ldots \subset H^{1}}